# Eddie Higgins
| Eddie Higgins                             | Eddie Higgins                             |
| Kattints az alábbi külső linkek egyikére! | Kattints az alábbi külső linkek egyikére! |
| ----------------------------------------- | ----------------------------------------- |
| Nem található szabad kép.(?)              |                                           |
| külső link · jogvédett                    | Eddie Higgins                             |

Eddie Higgins (Cambridge, 1932. február 21. – Fort Lauderdale, 2009. augusztus 31.), amerikai dzsesszzongorista, dzsesszénekes, zeneszerző, zenekarvezető.

## Pályafutása
A Massachusetts állambeli Cambridge-ben született és nőtt fel. Eleinte magántanulmányokat folytatott édesanyja segítségével. Szakmai pályafutása Chicagóban kezdődött. Közben a Northwestern University School of Musicon tanult.
Higgins több mint két évtizedig Chicago néhány legrangosabb jazzklubjában dolgozott,  melyek közül a leghosszabb és legemlékezetesebb megbízatása a régi London House-ban volt. A London Houseban Richard Evans basszusgitáros és Marshall Thompson dobos voltak a társai.
Dzsessztriója volt az 1950-es évek végétől a 60-as évek végéig. Ezidőben olyan sztárokkal is játszott, mint Cannonball Adderley, Bill Evans, Erroll Garner, Stan Getz, Dizzy Gillespie, Wes Montgomery, Oscar Peterson, George Shearing.
Chicagóban számos lemezt készített sok zenésszel. 1970-ben a floridai Fort Lauderdale-be költözött. Ott helyi klubokban játszott. A nyolcvanas években gyakran koncertezett Európában és Japánban.
2009-ben Japánban és Koreában tartandó koncertek szerepeltek naptárában, de betegsége miatt ezek már elmaradtak. 77 éves korában rákban halt meg. Sokoldalú tehetségét a színpadi felvételek és lemezek őrzik. Finom, érzelemteli játékstílusát gyakran Bill Evanséhoz, Oscar Petersonéhoz és Nat King Cole-éhoz hasonlították.

## Albumok
- 1957: The Ed Higgins Trio
- 1960: Eddie Higgins
- 1965: Soulero
- 1966: The Piano of Eddie Higgins
- 1967: Music from Chitty Chitty Bang Bang
- 1979: My Time of Day
- 1979: Dream Dancing
- 1980: Sweet Lorraine
- 1982: Once in a While
- 1986: By Request
- 1990: Those Quiet Days
- 1982: Once in a While
- 1986: By Request
- 1990: Those Quiet Days
- 1992: By Request
- 1994: Zoot's Hymns
- 1996: Portrait in Black and White
- 1997: Haunted Heart
- 1998: Speaking to Jobim
- 1998: Again
- 1999: Time on My Hands
- 2000: Don't Smoke in Bed
- 2001: Bewitched
- 2001: Smoke Gets in Your Eyes
- 2002: Dear Old Stockholm
- 2002: My Foolish Heart
- 2003: You Don't Know What Love Is
- 2003: Moonlight Becomes You
- 2004: If Dreams Come True
- 2004: Christmas Songs
- 2004: My Funny Valentine
- 2005: Amor
- 2006: Christmas Songs 2
- 2006: A Fine Romance
- 2006: A Lovely Way to Spend an Evening
- 2006: Secret Love
- 2006: You Are Too Beautiful
- 2006: It's Magic
- 2008: A Handful of Stars
- 2008: Standards By Request 1st Day 1st
- 2008: Standards By Request 2nd Day 2nd
- 2008: Portraits of Love

## Díjak
2009-ben Japán legelismertebb dzsesszmagazinjától, a Swing Journal-tól kapott díjat. A „Portrait of Love” című albuma nyerte az év legjobb albuma díjat. Ugyanebben az évben a  „Best Engineering Album of the Year” díjat is neki adták át.